# Petriano
Petriano é uma comuna italiana da região dos Marche, Província de Pesaro e Urbino, com cerca de 2.448 habitantes. Estende-se por uma área de 11 km², tendo uma densidade populacional de 223 hab/km². Faz fronteira com Colbordolo, Montefelcino, Urbino.